# Harold Abrahams
Harold Maurice Abrahams (ur. 15 grudnia 1899 w Bedford, zm. 14 stycznia 1978 w Londynie) – brytyjski lekkoatleta, sprinter, dwukrotny medalista igrzysk olimpijskich.

## Życiorys
Urodził się w rodzinie ubogich żydowskich imigrantów z Litwy. Jego starszy brat Sidney był lekkoatletą, olimpijczykiem, a później prezesem Sądu Najwyższego Cejlonu.
Abrahams studiował prawo w Gonville and Caius College na Uniwersytecie Cambridge. Jednocześnie uprawiał lekką atletykę – biegi krótkie i skok w dal. Wystąpił na Igrzyskach Olimpijskich w 1920 w Antwerpii w sztafecie 4 × 100 metrów (4. miejsce), biegu na 100 metrów, 200 metrów i skoku w dal (bez sukcesów).
Od 1923 za namową Erica Liddella zatrudnił trenera Sama Mussabiniego. Na miesiąc przed Igrzyskami Olimpijskimi w 1924 poprawił swój rekord Anglii w skoku w dal na 7,37 m, który utrzymał się przez następne 32 lata. Na Igrzyskach w Paryżu Abrahams zwyciężył w biegu na 100 m, zdobył srebrny medal w sztafecie 4 × 100 m i zajął 6. miejsce w biegu na 200 m.
W 1925 złamał nogę, co zakończyło jego karierę sportową. Następnie przez wiele lat pracował jako dziennikarz sportowy.
W 1934 Abrahams przeszedł na katolicyzm. Wzywał przeciwko bojkotowi Igrzysk Olimpijskich w Berlinie w 1936, co powodowało konsternację brytyjskich Żydów.
Historię startu Liddela i Abrahamsa na paryskich igrzyskach opisuje nagrodzony czterema Oscarami film Rydwany ognia w reż. Hugh Hudsona z 1981 r. W roli Harolda Abrahamsa wystąpił w nim Ben Cross.

## Rekordy życiowe
źródło:
- 100 y – 9,9 s. (1924)
- 100 m – 10,6 s. (1924)
- 220 y – 21,6 s. (1923)
- 200 m – 21,9 s. (1924)
- 440 y – 50,8 s. (1923)
- skok w dal – 7,38 m (1924)